# Зброяр Z-15
Зброяр Z-15 (UAR-15, Zbroyar-15) — украинская полуавтоматическая самозарядная винтовка с поворотным затвором, действующая по принципу отвода пороховых газов. Разработана компанией ООО «Зброяр», производится на киевском заводе «Маяк» по лицензии американской винтовки AR-15[прояснить].

## Конструкция
Зброяр Z-15 является охотничьим и спортивным карабином, выполненным на базе американской винтовки AR-15. Предназначена для соревнований по практической стрельбе и охоты, так же стоит на вооружении некоторых силовых структур Украины в модификации UAR — 15, которая отличается от гражданской возможностью ведения автоматической стрельбы.
Ствольная коробка изготовлена методом ковки с последующей обработкой на станках с ЧПУ. Материал — авиационный дюралюминий. Ствол вывешенный, не соприкасается с цевьём. Имеет анодирование чёрного цвета. В карабине использован низкопрофильный стальной газовый блок с креплением на стяжных винтах. Автоматика карабина предназначена для работы со стандартным пламегасителем, либо с глушителем от Зброяр «Zbroyar Monocore».
Цевьё сделано из авиационного алюминия, в длину 305-мм. Используется для комфортного удержания оружия при ведении стрельбы, не препятствует охлаждению ствола. Оборудовано верхней интегрированный планкой Пикатини, а также имеет возможность установки дополнительных боковых и нижней планок.
Частично унифицирована с винтовкой Зброяр Z-10, что позволило снизить итоговую стоимость производства обеих винтовок.

## Военная модификация UAR-15
Планируется, что UAR-15 полностью заменит автомат Калашникова. Винтовка имеет модульную компоновку, верхняя часть ствольной коробки и имеет планки Пикатини для установки прицельных приспособлений и других тактических аксессуаров.
В этой модели использована газоотводная система типа «carbine» с регулируемым газовым блоком, что обеспечивает плавную работу автоматики. Модульная конструкция позволяет легко делать замену разных компонентов: примеру, пистолетной рукоятки и другого навесного приспособления, тем самым настраивая винтовку для удобства в эксплуатации

## Операторы
Украина
- Национальная полиция Украины — корпус оперативно-внезапного действия (КОРД).[3]
- Национальная гвардия Украины — отдельный отряд специального назначения Восточного территориального управления Национальной Гвардии Украины в июле 2020 получил на вооружение партию винтовок UAR-15.[4]
- Государственная пограничная служба Украины — 10-й мобильный пограничный отряд «Дозор» был полностью переведён на винтовки UAR-15 в августе 2020, которые пришли на замену АК-74.[5]